# Malmea obovata
Malmea obovata är en kirimojaväxtart som beskrevs av Robert Elias Fries. Malmea obovata ingår i släktet Malmea och familjen kirimojaväxter. Inga underarter finns listade i Catalogue of Life.